# 霍恩纳利
霍恩纳利（Honnali），是印度卡纳塔克邦Davanagere县的一个城镇。总人口15574（2001年）。

## 人口
该地2001年总人口15574人，其中男性7874人，女性7700人；0—6岁人口1892人，其中男923人，女969人；识字率67.59%，其中男性为73.00%，女性为62.05%。